# G-Funk Classics, Vol. 1 & 2
G-Funk Classics, Vol. 1 & 2 – debiutancki album studyjny amerykańskiego rapera Nate Dogga. Dnia 22 lutego 2011 ukaże się reedycja.

## Lista utworów

### CD 1: Ghetto Preacher
1. "Hardest Man in Town"
2. "Intro to G-Funk (Comm. 1)"
3. "G-Funk"
4. "First We Pray"
5. "My World"
6. "Crazy, Dangerous"
7. "These Days" (feat. Daz Dillinger)
8. "Bag O'Weed" (feat. Big Tray Deee)
9. "Dirty Hoe's Draws" (feat. Big Chuck)
10. "Scared of Love" (feat. Danny "Butch" Means)
11. "Me & My Homies" (feat. 2Pac)
12. "Because I Got a Girl"
13. "My Money"
14. "Never Leave Me Alone" (feat. Snoop Dogg)
15. "Last Prayer (Comm. 2)" (feat. Snoop Dogg)
16. "Where Are You Going?"

### CD 2: The Prodigal Son
1. "Dedication"
2. "Who's Playin' Games?"
3. "I Don’t Wanna Hurt No More" (feat. Danny "Butch" Means)
4. "Just Another Day"
5. "She’s Strange" (feat. Barbara Wilson)
6. "Almost in Love"
7. "No Matter Where I Go"
8. "Stone Cold"
9. "Friends" (feat. Snoop Dogg & Warren G)
10. "Puppy Love" (feat. Snoop Dogg and Kurupt)
11. "It's Goin' Down Tonight" (feat. Danny "Butch" Means & Isaac Reese)
12. "Nobody Does It Better" (feat. Warren G)
13. "Sexy Girl" (feat. Big Syke)
14. "Dogg Pound Gangstaville" (feat. Kurupt & Snoop Dogg)
15. "Never Too Late"